# Watsonia (del av en befolkad plats i Australien)
Watsonia är en del av en befolkad plats i Australien. Den ligger i delstaten Victoria, omkring 15 kilometer nordost om delstatshuvudstaden Melbourne. Antalet invånare är 5 146.
Runt Watsonia är det mycket tätbefolkat, med 1 819 invånare per kvadratkilometer.. Närmaste större samhälle är Melbourne, omkring 15 kilometer sydväst om Watsonia. 
Runt Watsonia är det i huvudsak tätbebyggt. Genomsnittlig årsnederbörd är 1 244 millimeter. Den regnigaste månaden är juli, med i genomsnitt 140 mm nederbörd, och den torraste är januari, med 49 mm nederbörd.